# Rafael González
Rafael Ernesto del Carmen González Córdova (Santiago, 1950. április 24. –) chilei válogatott labdarúgó. 

## Pályafutása

### Klubcsapatban
1969 és 1975 között a Colo-Colo csapatában játszott, melynek tagjaként két alkalommal (1970, 1972) nyerte meg a chilei bajnokságot. 1973-ban csapatával bejutott a Copa Libertadores döntőjébe is, de ott alulmaradtak az argentin Independientével szemben. 1976 és 1981 között az Unión Españolát erősítette, melynek színeiben 1977-ben újabb bajnoki címet szerzett. 1982 és 1985 között a San Marcos de Arica játékosa volt. 1986-ban az Unión Española, 1987-ben az Audax Italiano, 1989 és 1989 között pedig a Magallanes együttesét erősítette.

### A válogatottban
1972 és 1976 között 24 alkalommal szerepelt az chilei válogatottban és 2 gólt szerzett. Részt vett az 1974-es világbajnokságon és tagja volt az 1975-ös Copa Américan részt vevő válogatott keretének is.

## Sikerei, díjai
Colo-Colo
- Chilei bajnok (2): 1970, 1972
- Copa Libertadores döntős (1): 1973

Unión Española
- Chilei bajnok (1): 1977

## Külső hivatkozások
- Rafael González adatlapja a National-Football-Teams.com oldalon (angolul)

- Rafael González (spanyol nyelven). solofutbol.cl
- Rafael González (német nyelven). kicker.de
- Rafael González adatlapja a worldfootball.net oldalon (angolul)